# Хефталица
Хефталица (од   — „спојити”) је канцеларијски алат, који се користи за хефтање више комада папира и на тај начин њихово повезивање у једну целину. Хефтерице се најчешће користе у канцеларијама, кућама и школама. Постоје и посебне хируршке хефтерице, које се користе за ушивање рана.

## Историјат
Прва позната хефталица, направљена је ручно у 18. веку за француског краља Луја XV. Сваки комад муниције за хефталицу био је обележен краљевским жигом. Повећана употреба папира у 19. веку довела је до потребе за његовим ефикаснијим повезивањем. Џорџ Макгил је 1866. године патентирао под бројем 56,587 амерички патент за малу хефталицу, која је претеча модерне хефталице.

## Електрична хефталица
За професионалну употребу користе се : електричне хефталице (електромагнетне) и пнеуматске.
Електромагнетне хефталице користе електромагнет како би снага удара била јача и брзина коришћења бржа. Ове хефталице се користе за тапацирање намештаја.
Пнеуматска хефталица користи ваздух под притиском а притисак ваздуха ствара компресор.